# Order of Bards, Ovates and Druids

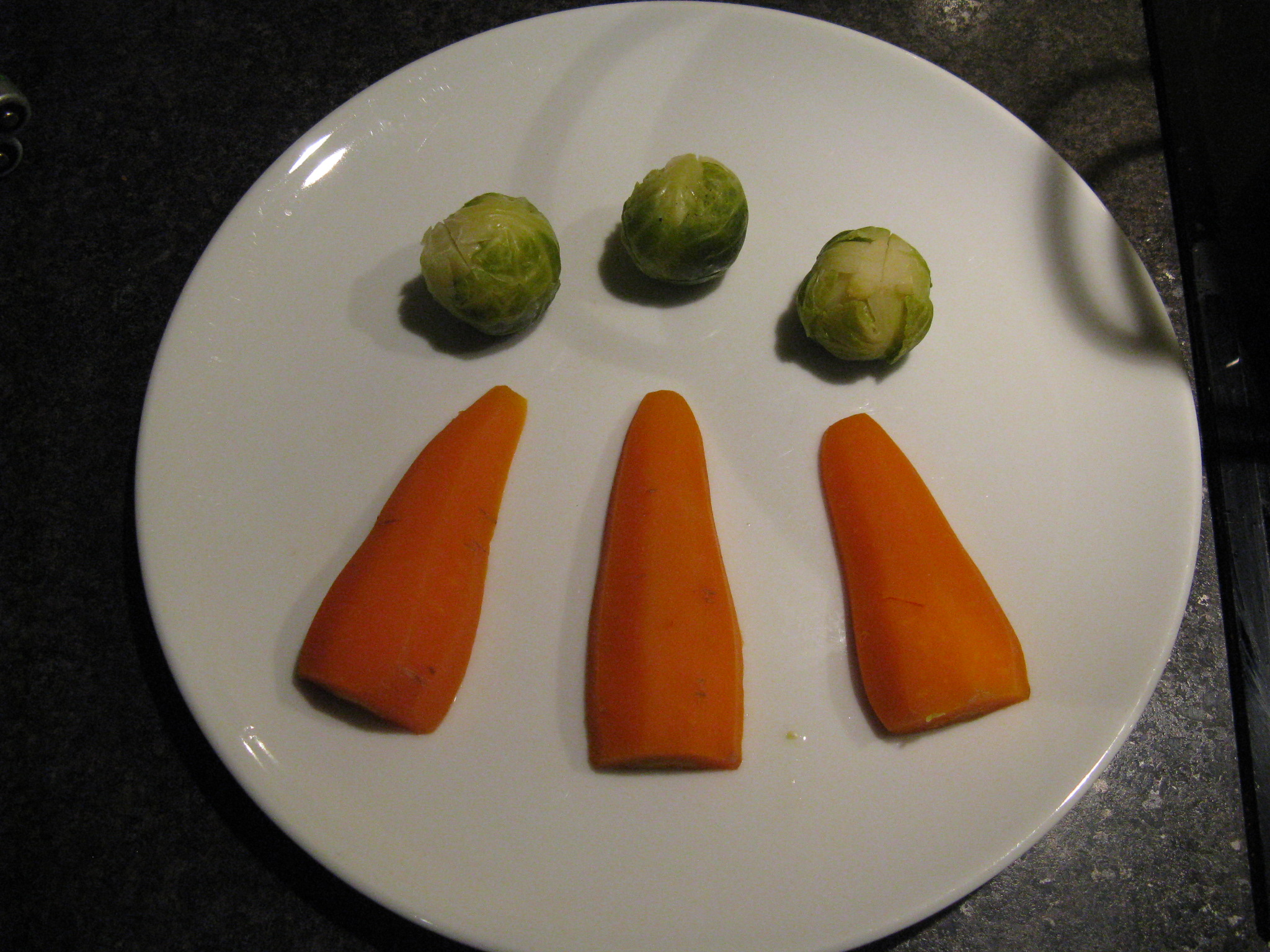
Logo de l'OBOD fait en légumes.

L’Order of Bards, Ovates and Druids (Ordre des Bardes, Ovates et Druides, abrégé en OBOD) est une organisation néo-druidique basée en Angleterre,,, inspirée en partie par la Gorsedd des bardes du Pays de Galles, mais héritière de l'Ordre Druidique franc-maçon de John Toland. Elle s’est progressivement développée pour devenir une organisation druidique dynamique, comptant des membres dans le monde occidental, notamment en Irlande (OBOD Ireland, Druid Clan of Dana),, et en France (OBOD France),.

## Direction
L’OBOD fut fondé en 1964 à la suite d'une scission avec l'Ordre Druidique tolandien (officialisé en 1909 par George Watson MacGregor Reid (en)) sous l’impulsion de Ross Nichols (en).
En 1988, plus d’une décennie après la mort de Nichols, Philip Carr-Gomm fut invité à reprendre la direction de l’Ordre, après avoir longuement étudié et contribué à son rayonnement. Certains membres éminents se voient attribuer des fonctions honorifiques, notamment le titre de « barde honoraire ». Tel est le cas de Damh the Bard, actif au sein des clairières britanniques et animateur de podcasts. Il administre son propre site internet, propose des concerts en ligne sur YouTube et collabore régulièrement à des projets comme The Celtic Myth Podshow.

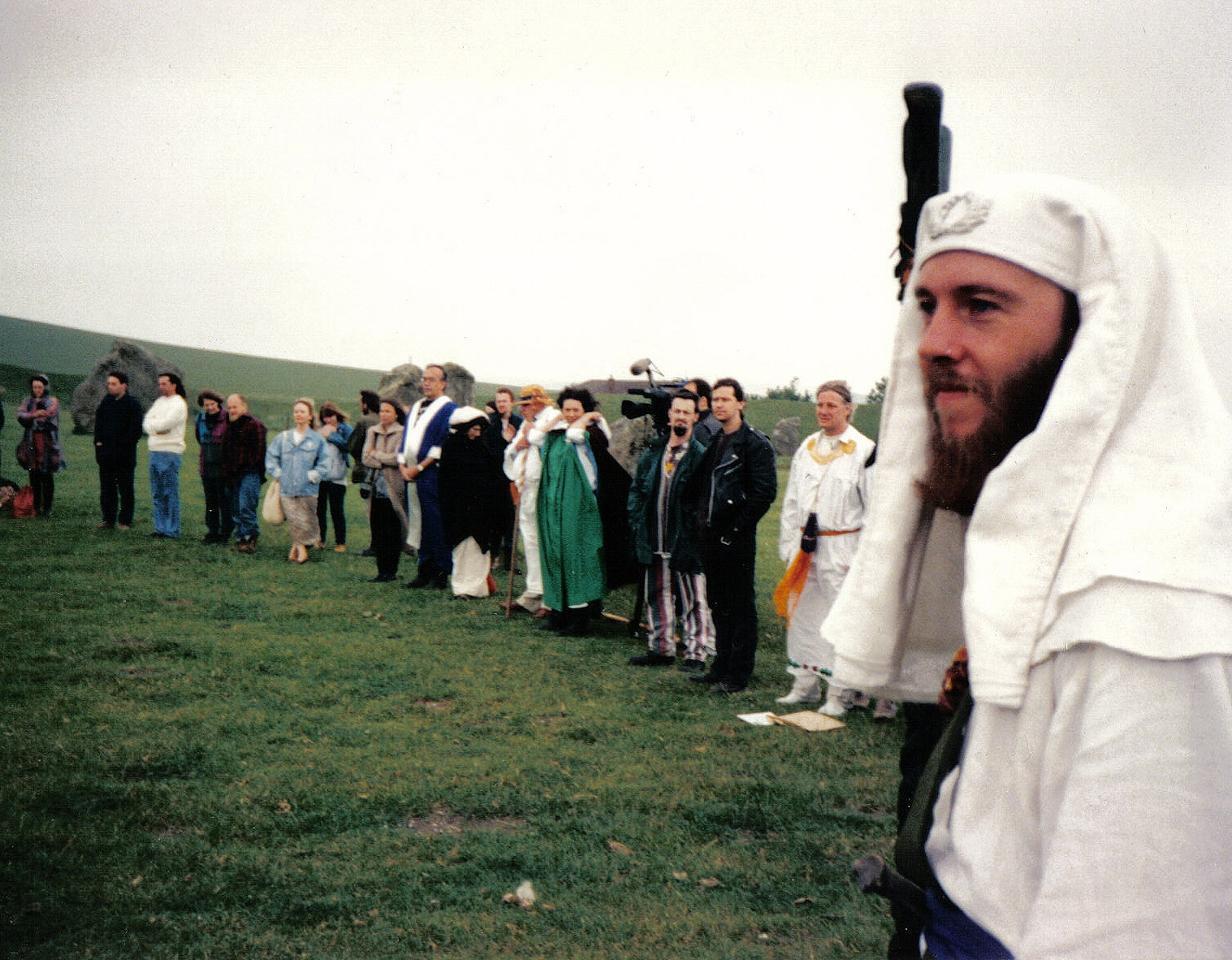
Dylan ap Thuin, Avebury, circa 1995.

En juin 2020, Eimear Burke fut investie nouvelle cheffe de l’Ordre. Ancienne dirigeante de la clairière druidique de Kilkenny, elle avait été désignée à ce rôle deux années auparavant. En raison des restrictions sanitaires liées à la pandémie de Covid-19, la cérémonie d’intronisation, initialement prévue en présentiel, fut retransmise en ligne, en présence de quelques figures de l’Ordre telles que la scriba Stephanie Carr-Gomm et le Pendragon Dave Smith. Burke est une intervenante régulière de la série Tea With A Druid et anime également une chaîne dédiée à la clairière de Kilkenny. Peu avant sa succession, Philip Carr-Gomm prononça un discours d’adieu, accompagné d’une prestation à la cornemuse de son ami et membre de confiance Chris Park.
En France, son actuelle responsable est la druidesse Dianann en la clairière Sterenn ar Roh Du,. Elle publie des ouvrages aux éditions Danae (éditions fondées en 2016, dédiées au paganisme, à la sorcellerie, à la magie en lien avec la nature et au féminin sacré).

## Point historique
L’origine des trois fonctions de barde, ovate et druide est attribuée à Strabon, historien et géographe grec du Ier siècle, qui, dans sa Géographie, rapporte qu'au sein des Gaulois, trois figures respectées se distinguaient : les poètes et chanteurs appelés bardoi, les devins et spécialistes du monde naturel nommés ovateis, et les druidai, qui s'adonnaient à la « philosophie morale ». Toutefois, Strabon ne les hiérarchisait pas en trois grades comme l'OBOD (et nombre de groupes néodruidiques).
Et, concernant la controverse entre la forme vate ou ovate, il s'agit en fait de deux héritages historiques, romain ou hellénique ; le romain est plus archaïque, en vate ; l'hellénique, conformément à ses triphtongues idiomatiques, a produit plus tard ovate d'après les attestations — dans les traductions modernes.